# Funambulus obscurus
A Funambulus obscurus az emlősök (Mammalia) osztályának rágcsálók (Rodentia) rendjébe, ezen belül a mókusfélék (Sciuridae) családjába tartozó faj.

## Rendszertani eltérés
Korábban úgy vélték, hogy az indiai Funambulus sublineatus és a srí lankai Funambulus obscurus egy és ugyanazt a fajt alkotják, két alfaj képében. Az utóbbi Funambulus sublineatus obscurus néven volt ismert.
A kettéválasztás következtében a pálmamókusok (Funambulus) nemét is át kell rendezni. A mitokondriális DNS-kutatások alapján a srí lankai F. obscurus a Layard-pálmamókus (Funambulus layardi) testvértaxonja. A F. sublineatus és F. obscurus közötti fenotipikus hasonlóságok ellenére az alaktani- és mtDNS-vizsgálatok az előbbi rokonságot támasztják alá; ezt pedig az indiai házimókus (Funambulus palmarum) és az északi pálmamókus (Funambulus pennantii) fajok mtDNS-vizsgálata is alátámasztotta. A morfometrikus adatok is megerősítették a korábban egy fajnak vélt állat kettéválasztását. Így India is és Srí Lanka is kapott egy-egy újabb endemikus állatot, továbbá nőtt a pálmamókusfajok száma. A Srí Lanka-i állat a Funambulus obscurus tudományos nevet kapta. Habár az eddigi kutatások szerint az F. obscurus és F. layardi közelebbi rokonságban állnak, még nem tisztázott, hogy a mtDNS törzsfejlődése (philogenesis) tényleg ezt tükrözi-e.

## Előfordulása
A Funambulus obscurus Srí Lanka egyik endemikus emlősállata. Előfordulási területéhez tartozik a Sinharaja esőerdő rezervátum, a Horton Plains Nemzeti Park, a Nuwara Eliya és Ratnapura térségek, valamint a Kandy tartomány.

## Megjelenése
A szóban forgó mókus jóval nagyobb, mint a F. sublineatus; továbbá a csíkjai hosszabbak és vastagabbak. Fej-testhossza 11-13 centiméter és farokhossza 10 centiméter. Háti része a sötétbarnától a feketéig változik; az alapszínen három piszkosfehér csík húzódik - testhosszban. Hasi része sárgás zöld árnyalattal. Farka rövidebb, de bozótos; a vége fekete. A szőrzete rövid, puha és sűrű. A bőre szürke színű. A többi rokon pálmamókustól a sötétebb bundája, különleges csíkjai és madárhangja különbözteti meg.

## Életmódja
Ez a pálmamókusfaj egyaránt megél az alföldeken és a hegységekben. Főleg a sűrű erdőket kedveli, ahol nappal tevékeny. Az erdők melletti emberi településekbe is bemerészkedik. Ezt az állatot főleg a bambuszok és a Strobilanthes növényfajok között lehet megfigyelni. A bambuszokban fészket is készít. Néha a füves talajra is lejön, bár általában minden neszre visszairamodik az erdők sűrűjébe. Hajtásokkal, magokkal és gyümölcsökkel táplálkozik; eddig nem látták, hogy rovarokat is fogyasztott volna. Hangja az énekesmadarakéhoz hasonló; párkereséskor vagy veszélyesetén különböző hangokat hallat. Veszélykor a vészhangok mellett farkát is mozgatja, az indiai házimókushoz hasonlóan.

## Fordítás
- Ez a szócikk részben vagy egészben  a   Funambulus obscurus című angol Wikipédia-szócikk ezen változatának fordításán alapul.  Az eredeti cikk szerkesztőit annak laptörténete sorolja fel. Ez a jelzés csupán a megfogalmazás eredetét és a szerzői jogokat jelzi, nem szolgál a cikkben szereplő információk forrásmegjelöléseként.